# Mary Goretti Kitutu
Mary Goretti Kitutu, cũng Mary Goretti Kitutu Kimono là một nhà khoa học, nhà môi trường học và chính trị gia người Uganda. Bà là Bộ trưởng Bộ Môi trường trong Nội các Uganda. Bà được bổ nhiệm vào vị trí đó vào ngày 10 tháng 6 năm 2016. Tiến sĩ Mary Kitutu đồng thời phục vụ với tư cách là Đại diện Phụ nữ của Quận Manafwa, trong Quốc hội khóa 10 (2016 - 2021).

## Bối cảnh và giáo dục
Bà sinh ra ở quận Manafwa vào ngày 17 tháng 9 năm 1962. Sau khi theo học tại các trường địa phương, bà vào Đại học Makerere năm 1984, tốt nghiệp năm 1987 với bằng Cử nhân Khoa học về Hóa học và Địa chất. Năm 1993, bà trở lại Makerere và lấy bằng sau đại học về giáo dục. Kitutu học và lấy bằng Thạc sĩ Khoa học năm 1998 từ Khoa Khoa học Thông tin và Quan sát Trái đất của Đại học Twente, ở Enschede, Hà Lan. Năm 2011, bà có bằng Tiến sĩ Triết học tại Đại học Makerere, ở Kampala, Uganda.

## Nghề nghiệp
Công việc đầu tiên của Kitutu khi ra trường là một giáo viên tại Busoga College Mwiri, từ năm 1988 đến năm 1991. Từ năm 1991 đến năm 1996, bà giảng dạy tại trường Đức Mẹ phù hộ, ở Gayaza, quận Wakiso. Sau khi ngừng giảng dạy, Kitutu làm cố vấn tại Công ty Tư vấn Khoáng sản Geo Kỹ thuật, từ năm 1998 đến năm 2001.
Vào tháng 4 năm 2002, Kitutu được thuê làm Chuyên viên Nghiên cứu và Chuyên gia Môi trường tại Cơ quan Quản lý Môi trường Quốc gia (Nema), làm việc này cho đến tháng 2 năm 2015. Từ tháng 2 năm 2015, bà làm Cố vấn kỹ thuật cao cấp và Giám sát môi trường tại Tetra Tech, một dự án được tài trợ bởi USAID cho đến năm 2015.

## Chính trị
Vào cuối năm 2015, Kitutu tham gia bầu cử chính trị của người Uganda bằng cách tranh cử cho Đại diện Phụ nữ quận Manafwa trong cuộc bầu cử quốc gia và quốc hội năm 2016. Bà tranh cử với tư cách đại diện chính trị của Phong trào Kháng chiến Quốc gia. Bà đã thắng và là đại diện đương nhiệm. Sau đó Kitutu được bổ nhiệm làm Bộ trưởng Môi trường vào ngày 6 tháng 6 năm 2016.